# Astragalus kamarinensis
Astragalus kamarinensis es una especie de planta del género Astragalus, de la familia de las leguminosas, orden Fabales.

## Distribución
Astragalus kamarinensis se distribuye por Sicilia.

## Taxonomía
Fue descrita científicamente por C. Brullo, Brullo, Giusso, Miniss. & Sciandr. Fue publicada en Ann. Bot. Fenn. 50(1-2): 62 (2013).